# Arsenio Dacquati
Arsenio Dacquati (Cremona, 19 febbraio 1912 – ...) è stato un calciatore italiano, di ruolo difensore.

## Carriera
Ha giocato con la Cremonese per sette stagioni, cinque in Serie B e due in Serie C, esordendo ventenne in Serie B a Vigevano il 18 dicembre 1932, nella partita Vigevanesi-Cremonese (1-0).
Con i grigiorossi ha disputato 80 partite di campionato e 4 di Coppa Italia, con una rete realizzata il 15 marzo 1936 nel derby Cremonese-Crema (3-1).
Il 24 marzo 1946 giocò la sua ultima partita, Cremonese-Fanfulla (1-1).

## Palmarès

### Club

#### Competizioni nazionali
- Serie C: 1

Cremonese: 1935-1936